# Domenico Magrì
Domenico Magrì (Catania, 10 ottobre 1903 – Roma, 4 dicembre 1983) è stato un politico italiano, già ministro della Repubblica.

## Biografia
Esponente della Democrazia Cristiana, fu deputato dalla III Legislatura alla VI. Patriarca, come egli stesso amava definirsi, di una grande famiglia composta dalla moglie Santina, dai suoi dieci figli e dai suoi numerosi nipoti, Domenico Magrì ha legato indissolubilmente la sua azione politica all'identità di cattolico che “ha portato l'impronta della sua interiore spiritualità in tutte le attività della sua vita” (da uno scritto del figlio Angelo Magrì).
Fu professore di lettere nei Licei, autore di testi scolastici, fondatore dell'Istituto superiore di Magistero di Catania e da giornalista, di diversi periodici di ispirazione cattolica “La Croce”, “Presenza Cristiana”, “Iniziativa politica”.
Giovanissimo fu a capo della Gioventù Cattolica e presidente dal 1936 al 1944 della Giunta diocesana di Azione cattolica: nel 1943 fu tra i fondatori della Democrazia Cristiana a Catania.
Divenne membro autorevole del partito, nel quale arrivò a ricoprire tutti i livelli fino all'incarico di segretario organizzativo dal 1954 al 1956, sotto la segreteria Fanfani, e consigliere nazionale di diritto nel 1969. Nel 1973 viene eletto membro del comitato regionale siciliano della DC, nella lista di "Impegno Democratico", corrente guidata da Giulio Andreotti e Emilio Colombo.
Fu più volte membro del Governo infatti fu più volte sottosegretario e ministro.
La sua figura è legata profondamente alla sua città natale, Catania, di cui fu sindaco dal 7 luglio 1952 al 14 novembre 1953 e dal 3 agosto 1975 all'11 aprile 1978.

## Incarichi di Governo
- sottosegretario alla Presidenza del Consiglio dei ministri con delega al Turismo e allo Sport nel Governo Segni II (fino al 28 settembre 1959)
- sottosegretario al Ministero del Turismo e dello Spettacolo nei governi Segni II (dal 28 settembre 1959) e Tambroni
- sottosegretario al Ministero dei Lavori Pubblici nel Governo Fanfani III
- sottosegretario al Ministero della Pubblica Istruzione nei governi Fanfani IV, Leone I, Moro I e Moro II
- Ministro del Turismo e dello Spettacolo nel Governo Leone II
- Ministro dell'Industria, Commercio e Artigianato nel Governo Rumor II